# Hitoshi Igarashi
Hitoshi Igarashi (五十嵐 一, Igarashi Hitoshi, Tsukuba, 10 de junio de 1947-12 de julio de 1991) fue un profesor japonés de árabe y de historia y literatura persas, conocido por ser el traductor japonés de la novela Los versos satánicos, de Salman Rushdie.

## Primeros años y educación
Igarashi nació en 1947. Realizó su programa doctoral en arte islámico en la Universidad de Tokio en 1976 y disfrutó de una estancia como investigador en la Real Academia de Irán hasta la revolución islámica en 1979.

## Carrera
Igarashi fue profesor asociado de cultura islámica comparada en la Universidad de Tsukuba. Tradujo El Canon de la Medicina por Avicena, y Los Versos Satánicos de Salman Rushdie, y escribió varios libros relacionados sobre el islam, incluyendo El Renacimiento Islámico y Medicina y Sabiduría de Oriente.

## Muerte
Después de que el ayatolá Ruhollah Khomeini emitiera un fetua en 1989 pidiendo la muerte del "autor del libro de Los Versos Satánicos, el cual es contrario al Islam, al Profeta y el Corán, y todos aquellos involucrados en su publicación y que son conscientes de su contenido", Igarashi fue apuñalado repetidamente en el rostro y en los brazos por un agresor desconocido, falleciendo en el acto. Su cadáver fue encontrado el 12 de julio de 1991 en su oficina en la Universidad de Tsukuba, Ibaraki, Japón.
En 2006, el caso fue cerrado sin haber determinado ningún sospechoso. Kenneth M. Pollack afirmó en El Rompecabezas Persa que el ataque era una operación encubierta por los Guardias Revolucionarios iraníes. En 2010, Bungeishunjū informó de un rumor que circula por la agencia de inmigración japonesa que un joven y rico bengalí habría cometido el asesinato, luego voló regresando a su país natal al día siguiente, antes de que fuese descubierto. Según el rumor no verificado, Japón había rechazado extraditar el sospechoso bengalí debido al miedo a reactivar la ira sobre la controversia de Los Versos Satánicos.